# اس‌اس سلنس
اس‌اس سلنس (به انگلیسی: SS Selnes) یک کشتی بود که طول آن ۲۶۲ فوت ۷ اینچ (۸۰٫۰۴ متر) بود. این کشتی در سال ۱۹۲۸ ساخته شد.